# Maalik Wayns
Maalik Benjamin Wayns (Filadelfia, Pensilvania, 2 de mayo de 1991) es un jugador de baloncesto estadounidense, que también posee la nacionalidad bielorrusa, que juega en las filas del Mahram Tehran BC de la Superliga de Irán. Con 1,85 metros de altura, juega en la posición de base.

## Trayectoria deportiva

### Universidad
Jugó durante tres temporadas con los Wildcats de la Universidad de Villanova, en las que promedió 12,5 puntos, 2,7 rebotes y 3,4 asistencias por partido. En su última temporada fue incluido en el mejor quinteto de la Big East Conference y en el mejor de la Philadelphia Big 5, tras liderar a los Wildcats en anotación (17,2) y asistencias (4,6) y acabar en la novena posición de todo el país en porcentaje de acierto en tiros libres, con 89,2% de acierto.

### Profesional
Tras no ser elegido en el Draft de la NBA de 2012, fichó como agente libre por los Philadelphia 76ers en el mes de julio. Allí jugó 27 partidos, en los que promedió 2,8 puntos y 1,0 asistencias, hasta que fue despedido en el mes de enero. Poco después fichó por los Rio Grande Valley Vipers de la NBA D-League, donde jugó nueve partidos en los que promedió 12,4 puntos y 3,0 asistencias, dejando el equipo para firmar con Los Angeles Clippers por diez días, siendo renovado hasta final de temporada. En total disputó seis partidos, en los que promedió 3,3 puntos y 1,2 asistencias.
[actualizar]

## Estadísticas de su carrera en la NBA

### Temporada regular
| Año     | Equipo        | PJ | PT | MPP | %TC  | %3P  | %TL   | RPP | APP | ROB | TPP | PPP |
| ------- | ------------- | -- | -- | --- | ---- | ---- | ----- | --- | --- | --- | --- | --- |
| 2012-13 | Philadelphia  | 21 | 1  | 7.9 | .264 | .200 | .867  | .2  | 1.0 | .1  | .0  | 2.7 |
| 2012-13 | L.A. Clippers | 6  | 0  | 6.2 | .438 | .333 | 1.000 | 0.3 | 1.2 | .5  | .0  | 3.3 |
| 2013-14 | L.A. Clippers | 2  | 0  | 4.5 | .500 | .000 | .000  | 1.0 | 1.0 | 1.0 | .0  | 1.0 |
| Total   | Total         | 29 | 1  | 7.3 | .300 | .226 | .895  | .3  | 1.0 | .3  | .0  | 2.7 |